# Trigonostemon everettii
Trigonostemon everettii är en törelväxtart som beskrevs av Elmer Drew Merrill. Trigonostemon everettii ingår i släktet Trigonostemon och familjen törelväxter.
Artens utbredningsområde är Filippinerna. Inga underarter finns listade i Catalogue of Life.